# نيكولاي إيفانوفيتش بيروغوف
نيكولاي إيفانوفيتش بيروغوف (الروسية: Никола́й Ива́нович Пирого́в) (ولد في 25 نوفمبر 1810، توفي في 5 ديسمبر 1881) - طبيب جراح روسي ولد في موسكو وتوفي في مدينة فينيتسا الأوكرانية له فضل كبير في إضافة أشياء كثيرة للطب وعلم التشريح.
هو جراح و عالم تشريح مشهور، ولد في موسكو (المملكة الروسية) و مات في ڤينا (г.винница).
مؤسس أول اطلس تشريحى طبُجرافى، مؤسس الجراحة المدنيه العسكريه الروسية، و مؤسس للمدرسه الروسية للتخدير.
في سنة (1823) التحق بكلية الطب في جامعة ( императорского Московского университета ) 
و حصل على درجة الدكتوراه في سنة (1833) و تم مناقشتها في جامعة برلين مع مجموعه من 11 من رفاقه؛ بعد ارساله بغرض الدراسة.
بعد عودته لروسيا في 1836 في سن السادس و العشرين، عُين استاذا للجراحة النظرية و العملية.
في عام 1841 دُعي بيرغوف في سانت بيترس بيرج، حيث ترأس قسم الجراحة في الأكاديمية الطبيه الجراحيه.
في نفس الوقت، بيرجوف اشرف على عيادة جراحة المستشفى التي نظمها 
ويوجد له متحف كبير في المدينة.

## وفاته
توفي جراء اصابتة بسرطان الفم حيث نتيجة لهذا المرض لم يأكل أي شيء تقريبا في الأشهر الأخيرة من وفاتة لذلك أصبح هزيلا جدا
بعد وفاتة وبغرض تخليد ذكراه قام ابنه بتحنيطة في عام 1881، حيث انة الآن موجود في ضريح اسفل مدينة فنيستا تعرض جثتة للزائرين من جميع ارجاء العالم وخصوصا طلبة الطب في جميع أنحاء أوكرانيا
من الجدير بالذكر انة خلال الفترة الماضية تعرضت جثة هذا الطبيب الماهر إلى الإهمال الشديد من قبل الحكومة الاكرانية مما أدى إلى تحلل بعض اجزاءها الن ان أُنقذت من قبل الجانب الروسي المتمثل ب
في أن مراقبة حالة جثة بيروغوف لم تكن بالصرامة التي روقبت بها حالة جثة لينين، ولهذا السبب أخذت تتحلل. ولذا ترتب على اختصاصيي مركز تدريس طرائق وتقنيات الطب الأحيائي في العام 1978 أن يذهبوا إلى فينيتسا حيث رأوا لوحة محزنة. فجسم بيروغوف غطاه عفن أخضر وزال عن رأسه ووجهه (كان ذلك الجراح ملتحيا وذا شوارب) الشعر كليا وبدأ تحوّل في كل الأنسجة لا بد من أن نأخذ في الحسبان مع ذلك، يقول روماكوف، أن التحول ربما كان أشد لو كان بيروغوف سميناً. إلا أنه مات من سرطان الفم ولم يأكل شيئا تقريبا خلال بضعة الأشهر المتبقية من حياته ولذا هزل هزالا شديدا
ولا بد من القول بالمناسبة أن المرجع الأعلى في الكنيسة الأرثوذكسية الروسية
الذي تقدمت إليه بالطلب أرملة المتوفي هو الذي سمح بعدم مواراته الثرى ودفنه
في تابوت مكشوف. وقد صلي على نفس بيروغوف وروعيت كل المراسم و
الطقوس المسيحية. وليس ما تمكن إدانته إن في واقع عدم مواراة جسم بيروغوف
الثرى أو في أن بإمكان الزائرين أن يروه بحرية
وقد مكن تدخل مركز تدريس طرائق وتقنيات الطب الأحيائي في الوقت المناسب
في العام 1978 من إكساب جثة بيروغوف الشكل «اللائق». ولكن هاهي الآن بدأت ترد، للأسف، من فينيتسا بأوكرانيا مجددا أنباء مقلقة. ويبدو أن الأموال التي تخصصها السلطات الروسية سنويا للاعتناء برفات هذا الجراح لا تستخدم دائما كما يجب وحيث يجب. وليس عبثا ان طرحت موسكو غير مرة أمام الحكومة الأوكرانية مسألة تسليم روسيا جثة بيروغوف، ولكنها كانت تلقى الصد والرفض في كل مرة. وأخيرا
قررت إدارة محافظة فينيتسا تخصيص مبلغ 20 ألف دولار في عام 2003 للمحافظة على ضريح بيروغوف. ولكن هيهات أن يستطيع هذا المبلغ المتواضع جدا أن يغير الوضع تغييرا جذريا نحو الأفضل.